# Sigilletto
Sigilletto (Sighiet in friulano) è una delle 4 frazioni del comune di Forni Avoltri (UD). Sorge a 1.121 m in Val Degano, e conta 62 abitanti. È noto per le cave di marmo grigio situate vicino al paese. Sulla via principale si trova l'edificio che ospita il Centro di educazione ambientale Monte Coglians, strutturato su tre piani in cui trovano spazio il centro visite, il laboratorio didattico e una piccola biblioteca.
Nel periodo estivo ospita alcune manifestazioni come la rassegna internazionale di fisarmoniche (agosto) e la festa del villeggiante a ferragosto in località Volgelos.

## Monumenti e luoghi d'interesse
- Chiesa di San Gottardo

## Galleria d'immagini

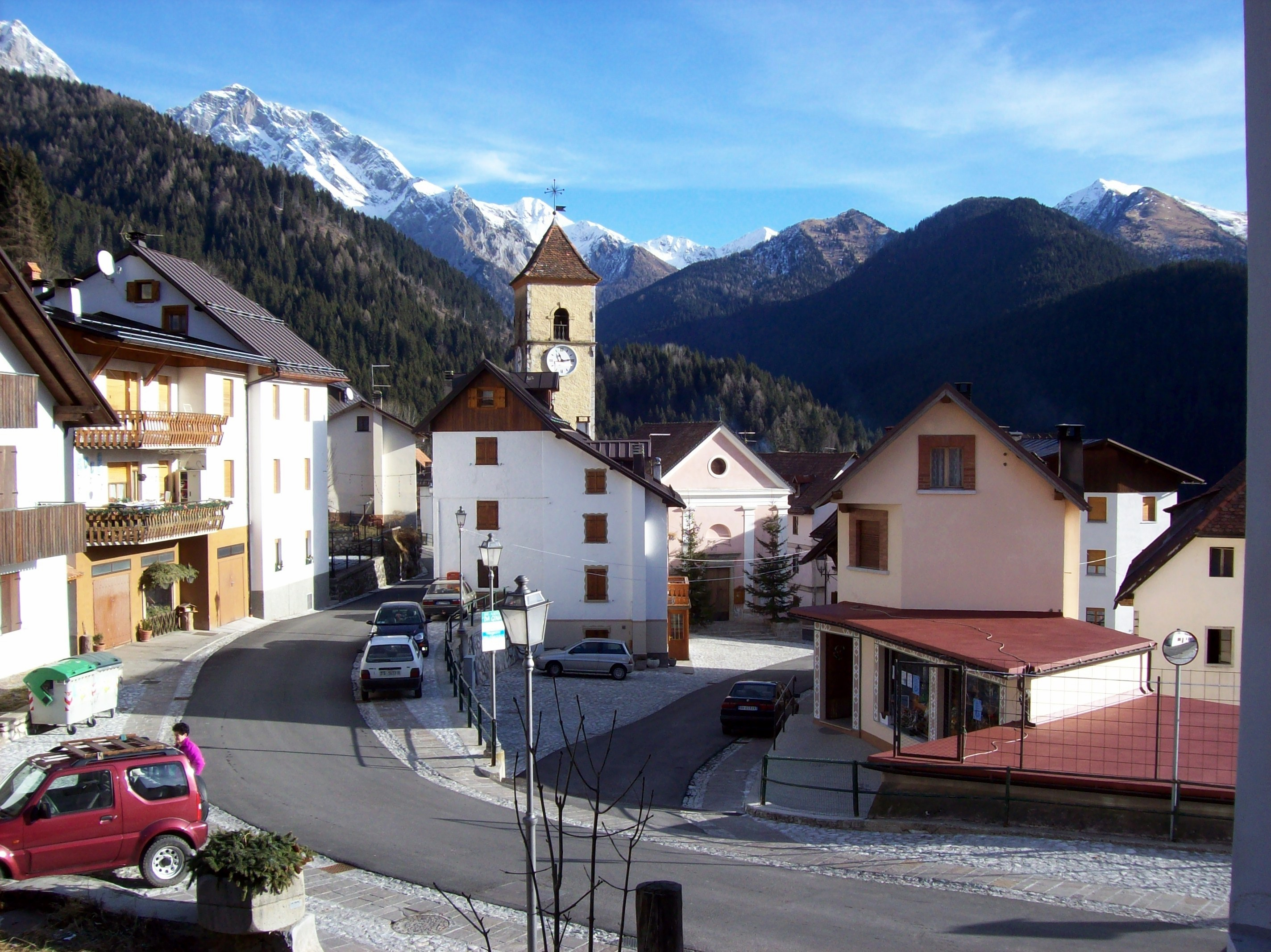
Sigilletto
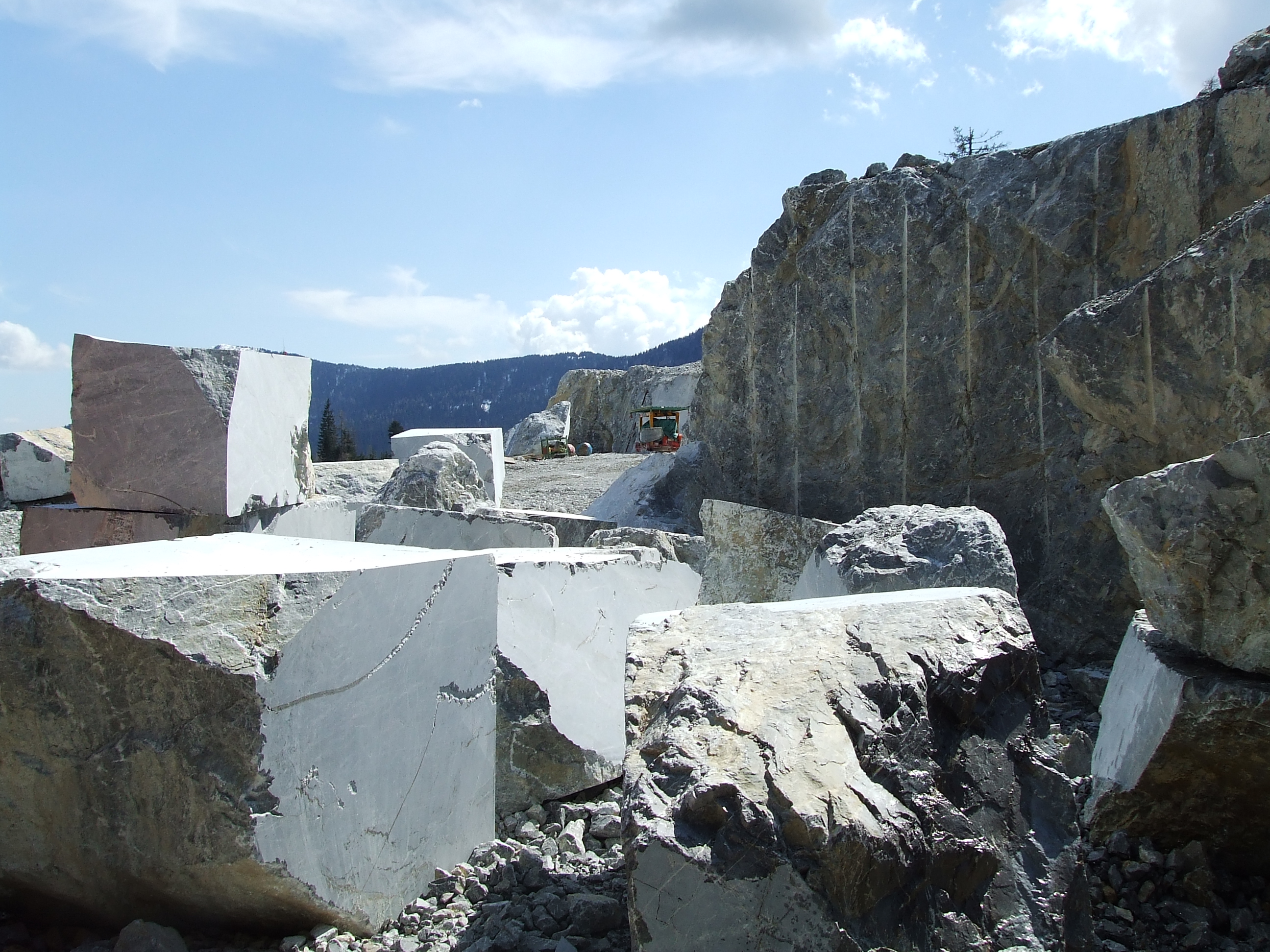
La cava di marmo